# P.G.信号
P.G.信号 (Power-Good Signal; P.G. Signal) ,也被称作电源正常信号、电源良好信号或电源好信号，是指電腦的電源供應器向主板送出電源供應器可以正常工作的信号，電腦在收到此信號後，就會继续啟動操作系统。

## ATX电源良好标准
ATX规范将电源良好信号定义为电源通过内部自检且输出稳定时在电源中产生的+5 V信号。开启电源后，这通常需要0.1到0.5秒的时间。然后信号被传送到主板，在那里它被由处理器控制的复位信号的定时器芯片接收。
ATX规范要求电源良好信号(“PWR_OK”)在电源轨稳定后不早于100 ms变为高电平，并在交流电源断电后保持高电平16 ms，并在电源轨不符合标准(至其标称值的95%)之前至少1 ms下降(降至低于0.4 V)。
价格较低，品質较低的电源不遵循单独监控电路的ATX规范；它们将电源良好信号连接到其中一条线路。这意味着，如果电源出现故障，处理器将永远不会复位，除非5 V线路降到足够低的电压以关闭触发器，而触发器可能太低，无法正常运行。